# Paco Clos
Francisco Javier Clos Orozco, conocido como Paco Clos, (Mataró, (Barcelona), 8 de agosto de 1960) es un exfutbolista español de los años 80', que destacó como delantero centro del F. C. Barcelona. 
Formado en las categorías inferiores del F. C. Barcelona, jugó como delantero centro y siempre destacó por su olfato goleador. Dotado de una gran fortaleza física, destacó especialmente por su gran remate de cabeza.
Sus mejores temporadas fueron la 1984–1985, en la que anotó 6 goles en 16 partidos en la Liga y participó directamente a que el F. C. Barcelona se proclamase campeón, y la 1985–1986, en la que anotó 3 goles en 20 partidos en la Liga y colaboró a que el equipo llegase a las finales de la Copa del Rey y de la Copa de Europa.

## Clubs
- F. C. Barcelona: 1982–1988
- Real Murcia: 1988–1991
- Orihuela Deportiva: 1991–1992

## Selección nacional
Tan solo jugó tres partidos con la Selección española, aunque ha pasado a la historia por ser el autor del gol de la victoria ante Escocia que, a la postre, sería clave para la clasificación de España para disputar el Mundial de México de 1986.

### Goles con la selección
| Núm. | Fecha         | Lugar                          | Rival   | Gol   | Resultado | Competición                |
| ---- | ------------- | ------------------------------ | ------- | ----- | --------- | -------------------------- |
| 1    | 27 - 2 - 1985 | Ramón Sánchez-Pizjuán, Sevilla | Escocia | 1 - 0 | 1 - 0     | Clasificación Mundial 1986 |

## Títulos
- 1 Liga: 1984–1985
- 2 Copa del Rey: 1983, 1988
- 1 Supercopa de España: 1983
- 2 Copa de la Liga: 1982 y 1986